# 上海微电子
上海微电子装备（集团）股份有限公司（简称SMEE）是中国大陸半导体装备制造商，主要生產半导体装备、泛半导体装备、高端智能装备的开发、设计、制造、销售及技术服务。

## 沿革
2018年，上海微電子裝備所能投產的光刻机制程为90nm，后于有传闻更精良的28nm光刻机制程據聞將於2021年首季投入使用，但亦未確定28nm機型的量產能力，由於過去未如外國廠商集合商業聯盟進行聯合開發，在科研單位與業界支持力道不足下，因而銷售市佔主要僅在中低端光刻機與相關設備，但隨著美國向中國大陸禁運光刻机，中国国产光刻机的发展被广受关注。
但2021年國產DUV並沒有問世，據《第一財經》報導，近日發布的《中國集成電路產業人才發展報告（2020-2021年版）》显示中國大陸半導體人才短缺高達20餘萬人，中國大陸半導體产业的情況并不樂觀。
2022年7月7日，上海微电子举行了首台2.5D/3D先进封装光刻机的交付仪式，但该机器是用于芯片下游制造的先进封装光刻机，并非此前关注的用于芯片上游制造的光罩光刻机。但涉及中低階裝備、材料、檢測的國產化進度可期，不少必要的下游合作同行，也正在逐漸攻克國產產業链。现今，上海微电子装备生产的先进封装光刻机在中国大陆的市占率达80%，海外市佔率达40%。
到了2023年5月開始，不少網路消息聲稱更精良的首部先進光刻机研製終於進入尾聲，編號為＂SSA/800-10W＂，據聞最快將於2023年末組裝，但是並沒有更多證據流出，直到後來上海张江集团的一篇文章出台確認此機器為真，該相關企業為公司第四大股東與國有企業之一，表示上海微電已經開發出了中國首家28nm技術，但報導很快遭到修改。
2024年9月，一款「氟化氬光刻機」，出現在重大技術裝備推廣應用指導目錄，初代樣機可能準備要進入下游廠商開始試驗反饋，不過中國官方與廠商沒有宣布進一步消息，良率也未知，但已經引發網民振奮，不過業內人士稱數據上採用193nm光源，65納米以下分辨率，套刻能力8nm（非多重曝光）的光刻機，暫時還沒有可能實現先進工藝。從業多年的前台積電工程師吳梓豪指出，根據從業者那邊知道的內情研判，大致上略弱於15年前的DUV乾式曝光機「TWINSCAN XT 1450」，代入角解析度公式測算儀器NA值只有0.75左右，離38nm以下精密度的機型是還有一定的差距的，光源功率不足，使得大規模量產更是不切實際，不過這是134nm浸潤式光刻的基礎，加上在製程配合試錯，可以考慮從65nm這個節點開始加速追趕，唯文章已經被撤下。半導體產業方面智庫表示，應該減少短期宣傳，例如反觀日本尼康睽違二十年，用了本土的技術真正做出了全日系的浸潤式機台「NSR-S636E」，但幾乎沒有大張旗鼓宣揚，有國產的機器跟拿來製造是兩回事，畢竟廠家明白包含氣泡產生、溫度影響密度與流體穩定對光折射等等技術難點都沒解決，從試產到能商業化量產的地步，過程一定是沉穩且漫長的。电子行业分析師刘翔認為半導體太燒錢，補貼投入只是杯水車薪，需要著重經營模式投資才能取得長久效益，先專注成熟節點做到盈利反哺研發，是比較可行的選擇，經濟分析師楊應超在世界週報節目中稱，雖然客戶中芯有比較先進可以參考的進口技術經驗，加上國產光刻機終於開始測試，但中國大陸須走過45nm、32nm等等8個世代的這個差距是繞不開的，而預期到迭代出全國產28奈米節點的程度，最快至少也是5年起跳，可能要到2030年代。

## 光刻机产品
- SSX600系列：用于芯片上游制造，最先进可以用于90nm晶片的制造[10]。
- SSX500系列：用于芯片下游制造，即先进封装[10]。
- SSX300系列，面向6英寸以下中小基底先进光刻应用领域[28]
- SSX200系列，专用于AM-OLED和LCD显示屏TFT电路制造，可应用于2.5代～6代的TFT显示屏量产线。[28]